# Armand d'Athos
Pour les articles homonymes, voir Athos (homonymie).
Pour l’article ayant un titre homophone, voir Atos (homonymie).
Athos, de son nom complet Armand de Sillègue d'Athos d'Hauteville et dit Armand d'Athos, est un mousquetaire du roi, né en 1615 en Béarn et mort le 21 décembre 1645 à Paris.
Il a inspiré à Alexandre Dumas le personnage fictif d'Athos, comte de La Fère, dans le roman Les Trois Mousquetaires (1844).

## Biographie

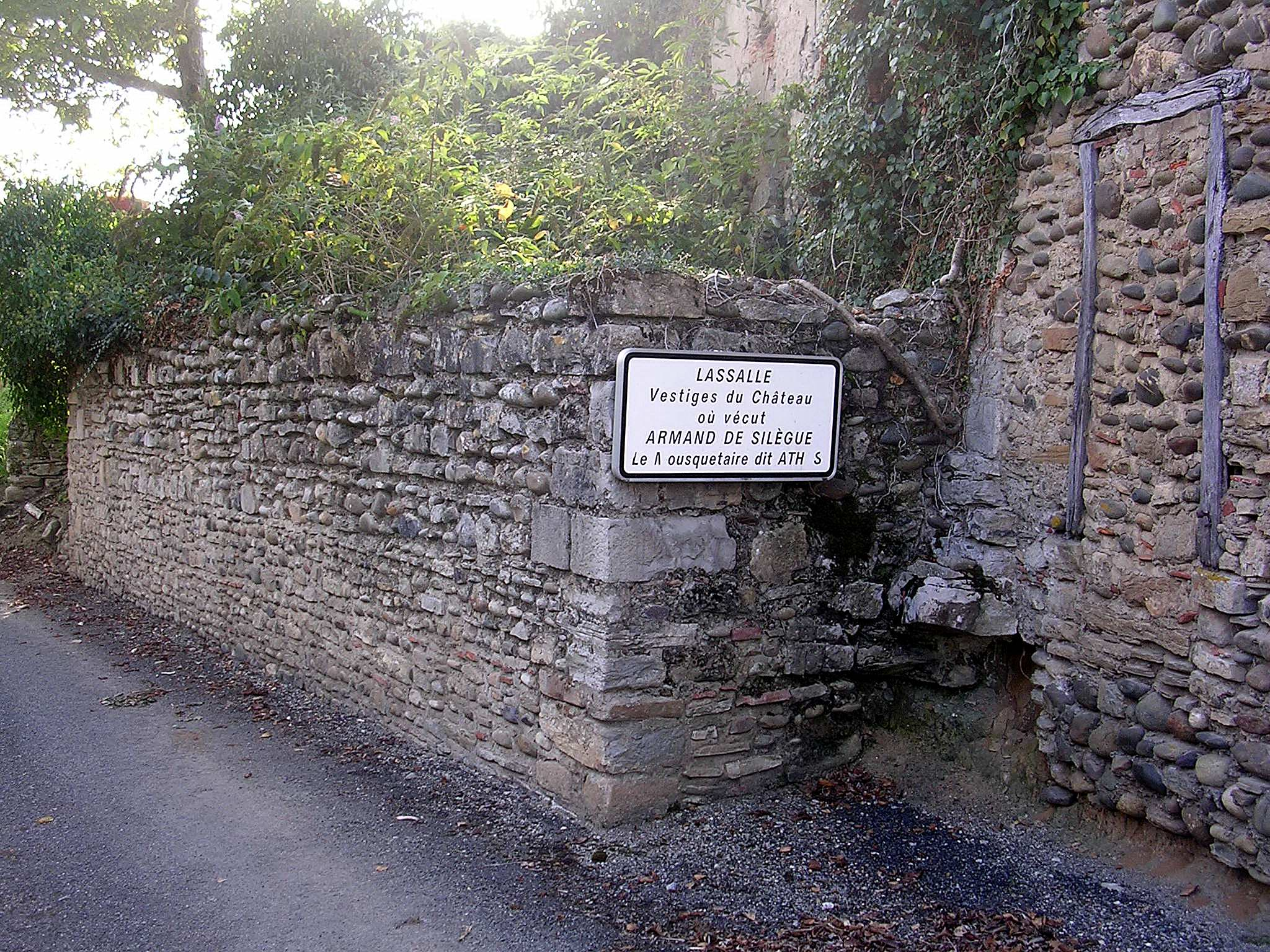
Vestiges du château d'Athos-Aspis, où vécut le mousquetaire Athos.

On sait seulement de lui qu'il était béarnais, et qu'il disparut jeune, sans doute tué au cours d'un duel comme l'indique le registre des décès de l’église Saint-Sulpice à Paris à la date du 21 décembre 1645 : « Convoy, service et enterrement du deffunct Armand, Athos d'Autebielle mousquetaire de la garde du Roy, gentilhomme de Béarn, pris proche la halle du Pré au Clercs. »
Le Pré-aux-Clercs étant un lieu réputé pour être le rendez-vous des duellistes, il est probable qu'il soit mort ainsi.